# Índex de Theil
L'índex de Theil és una mesura de desigualtat econòmica basada en l'entropia de Shannon. Pren el nom de l'econometrista neerlandès Henri Theil i serveix per mesurar i comparar la distribució de la renda. Segons Pablo Cotler aquest índex permet ser desagregat en un component de desigualtat a l'interior dels grups d'estudi, i un altre corresponent a la desigualtat entre grups.
El valor de l'índex de Theil és donat per la fórmula: 
{\displaystyle T_{T}=T_{\alpha =1}={\frac {1}{N}}\sum _{i=1}^{N}{\frac {x_{i}}{\mu }}\ln \left({\frac {x_{i}}{\mu }}\right)}
L'índex de Theil es pot transformar en l'índex d'Atkinson, que té un rang entre 0 i 1 (0% i 100%), com més proper sigui el valor a 1, pitjor serà la distribució de la renda.